# Triamcinolona acetonida
Triamcinolona acetonida é um composto orgânico, um corticosteroide sintético usado topicamente para tratar várias dermatopatias, para aliviar o desconforto de aftas e injeções intraarticulares por procedimentos para tratar várias doenças das articulações. Na forma de spray nasal, é usada para tratar rinite alérgica. É um derivado mais potente da triamcinolona, e é aproximadamente oito vezes mais potente que prednisona.
Também é conhecido sob as marcas Kenalog (tópico) e Volon A como injetável, para tratar alergias, artrite, doenças oculares, problemas intestinais e doenças da pele. Existem possíveis riscos de uma injeção. Sabe-se que causa perda de gordura e músculo em um local de injeção, deixando uma profundas lacunas.